# Buckhead (Georgia)
Buckhead – miasto w Stanach Zjednoczonych, w stanie Georgia, w hrabstwie Morgan.

## Demografia
W 2008 roku liczyło 223 mieszkańców. W roku 2023 liczba mieszkańców spadła do 206 osób, a gęstość zaludnienia poniżej 100 osób/km².